# Bubu (estilo musical)
O bubu é um estilo musical vinculado ao povo dos Timenés em Serra Leoa. É tocado com flautas de bambu, vários tipos de chocalho, uma caixa quadrada de madeira (chamada bass — baixo) tocado com o punho enrolado num pano, tambores e até tubos de exaustão de carros. Cada flauta tem capacidade de produzir um só tom. São necessários vários músicos para criar uma melodia, que normalmente é bastante repetitiva.

## Origem
As origens não são claras; a lenda diz que um menino roubou o bubu das bruxas. O ritmo, originalmente visto como maneira de espantar os demônios, mudou a sua função com a intrododução da Islã, quando passou a acompanhar as procissões da Ramadã.
O artista moderno mais influente do bubu é Janka Nabay. No início dos anos 90, ele firmou com uma editora que lançava discos de reggae, mas que pediu para ele tocar uns ritmos nacionais. Durante a Guerra Civil de Serra Leoa, o bubu foi usada principalmente pela Frente Revolucionária Unida para animar os combatentes. Janka Nabay era em contra disto, e gravou umas músicas anti-guerra.
O bubu mais moderno é misturado com ritmos eletrônicos, por exemplo do hip hop. Porém, o bubu tradicional continua sendo tocado em ceremônias.